# Kirenga
La Kirenga (en russe : Киренга) est une rivière de l'oblast d'Irkoutsk, en Russie et un affluent de la rive droite de la Léna.

## Géographie
La Kirenga est longue de 746 km et draine un bassin versant de 46 600 km2. Elle naît sur le versant occidental des monts Baïkal, au centre de la réserve naturelle de Baïkal-Léna, de l'union de deux branches-source : la Pravaïa Kirenga (Kirenga droite) et la Levaïa Kirenga (Kirenga gauche). Elle coule globalement en direction du nord, et se jette dans la Léna en rive droite, au niveau de la ville de Kirensk.

## Gel - navigabilité
La Kirenga est gelée de la fin octobre/début novembre jusqu'à fin avril-début mai. Elle est navigable sur 228 kilomètres en amont de son embouchure, jusqu'à la localité de Kazatchinskoïe.  

## Principaux affluents
Les principaux affluents de la Kirenga sont :
- l'Oulkan
- la Minia
- la Khanda
- le Mogol (Моголь)

## Villes traversées
- Karam, sur son cours supérieur
- Kirensk, à la confluence de la Kirenga et de la Léna.

## Trajet du «Baikal Amour Magistral» dans le bassin de la Kirenga
La voie de chemin de fer du Baikal Amour Magistral ou BAM longe la rivière sur plus de 40 kilomètres entre les localités de Magistralniy (au nord-ouest - vers Moscou) et de Tarassovo (au sud-est - vers le lac Baïkal et l'océan Pacifique). Plus loin à l'est, il franchit les monts Baïkal.

## Hydrologie

### Précipitations à Kirensk
Le total annuel des précipitations relevées à Kirensk est de 381 millimètres. La période la plus arrosée est centrée sur l'été et va de juin à août-septembre.

### Hydrométrie: débits mensuels à Chorokhovo
La Kirenga est un cours d'eau très abondant. Son débit a été observé pendant 53 ans (entre 1936 et 1988) à Chorokhovo, localité située à une vingtaine de kilomètres de son embouchure dans la Léna. À Chorokhovo, le débit inter annuel moyen ou module observé sur cette période était de 651 m3/s pour une surface de drainage de 46,500 km2, soit la presque totalité du bassin versant de la rivière. La lame d'eau écoulée dans ce bassin versant se monte ainsi à 442 millimètres par an, ce qui peut être considéré comme très élevé dans le contexte du bassin de la Léna. 
Rivière abondante, alimentée en majeure partie par la fonte des neiges, la Kirenga est un cours d'eau de régime nivo-pluvial qui présente deux saisons bien différenciées. 
Les hautes eaux se déroulent de la fin du printemps au début de l'automne, du mois de mai au mois de septembre inclus, avec un sommet bien net en juin, ce qui correspond au dégel et à la fonte des neiges. Aggravées par le pergélisol qui recouvre l'entièreté du bassin versant, les débâcles de printemps sont impressionnantes.
Le bassin bénéficie de précipitations abondantes en toutes saisons, particulièrement sur les hauts sommets (monts du Baikal notamment). Elles tombent sous forme de pluie en été, ce qui explique que le débit de juillet à octobre soit bien soutenu. En septembre puis octobre, le débit de la rivière baisse progressivement, ce qui mène à la période des basses eaux. Celle-ci d'une durée de six mois, a lieu de novembre à avril inclus et correspond à l'hiver et aux importantes gelées qui s'étendent sur toute la région. Mais la rivière conserve toujours durant la période des basses eaux un débit souvent fort confortable. 
Le débit moyen mensuel observé en mars (le minimum d'étiage) est de 145 m3/s, soit quelque 6 % du débit moyen du mois de juin (2 457 m3/s), ce qui montre l'amplitude relativement modérée des variations saisonnières, du moins dans le contexte du bassin de la Léna où ces variations sont souvent extrêmes. Sur la durée d'observation de 53 ans, le débit mensuel minimal a été de 90,7 m3/s (février 1968), tandis que le débit mensuel maximal s'élevait à 3 820 m3/s (juin 1959). Les débits mensuels inférieurs à 100 m3/s sont tout à fait exceptionnels. 
En ce qui concerne la période libre de glaces (de juin à septembre inclus), le débit mensuel minimum observé a été de 335 m3/s en septembre 1984, ce qui restait abondant.